# Stonemilker
that makes me feel your pain,

like milking a stone

to get you to say it.»
(Estratto dal testo di Stonemilker)
Stonemilker è un singolo promozionale estratto dall'album Vulnicura della cantautrice islandese Björk. La canzone è stata trasmessa dalle stazioni radiofoniche a partire dal 27 gennaio 2015. Il brano è stato interamente scritto, composto e prodotto da Björk.

## Descrizione
Come ogni traccia di Vulnicura, Stonemilker descrive le emozioni provate dall'artista in rapporto alla fine della relazione con il compagno Matthew Barney. In particolare, Stonemilker richiama lo stato d'animo di Björk esattamente nove mesi prima la rottura. Nel testo, Björk esprime il disagio provato nel percepire la graduale perdita di comprensione reciproca per le emozioni l'uno dell'altro.
Nonostante le divisioni con l'amante, la cantante vuole trovare delle "coordinate comuni" (con riferimento forse alla canzone Mutual Core di Biophilia). I momenti di chiarezza sono infatti rari, mentre la vista è "feroce".
Björk canta che tra i due c'è chi ha il petto aperto da una ferita (lei) e chi è già guarito (l'ex), chi vorrebbe condividere le proprie emozioni per salvare la relazione e chi invece ha ormai chiuso con ogni possibilità. Appare dunque per la prima volta il tema della ferita, presente quasi in tutte le canzoni dell'album (Vulnicura significa infatti «cura della ferita»).
La cantante quindi chiede rispetto per i propri sentimenti, avendo dei "bisogni emozionali", e desidererebbe "sincronizzare" le sue emozioni con quelle del compagno.
Il titolo della canzone (stonemilker significa «mungitore di pietre») si presenta infine nella seconda strofa: il suo dolore e la sofferenza dell'amante la fanno infatti sentire come se mungesse una pietra, forse con riferimento al detto «non puoi cavare sangue da una pietra», per dire che non si può ricavare qualcosa che in realtà non c'è.
In occasione del Björk Orkestral, serie di concerti del 2021 in cui ha celebrato la sua carriera, Björk ha affermato sulla canzone:

## Videoclip
Il video musicale di Stonemilker, diretto da Andrew Thomas Huang, è stato inizialmente presentato durante la mostra Björk al Museum of Modern Art (MoMA) di New York, nel marzo 2015, e successivamente è stato pubblicato sul canale YouTube della cantante, il 6 giugno 2015. Il videoclip è stato girato in Islanda e mostra l'artista cantare sulla riva del mare in un paesaggio brullo e cupo. La particolarità di questo video sta nella sua interattività: premendo sullo schermo, durante l'esecuzione del video, è possibile ruotare la telecamera a proprio piacimento, offrendo così una visione a 360° dello scenario. Con il proseguire della canzone, la figura della cantante si sdoppia diverse volte, e le varie Björk si dispongono intorno all'osservatore, fino a circondarlo.

## Accoglienza
Il brano ha ricevuto recensioni positive da parte della critica musicale. AllMusic definisce Stonemilker un richiamo alla canzone Jóga sia per il testo che per la musica, che unisce archi e arrangiamenti elettronici. The Guardian afferma: "Il coro è una sorta di splendido sospiro, con belle melodie posizionate accanto a momenti di vera audacia". The A.V. Club ha definito il brano "la traccia più melodicamente diretta e accessibile dell'album".